# 潘淳
潘淳，字元亮，號南坨，贵州織金人，清朝政治人物、同進士出身。

## 生平
康熙五十四年（1715年）乙未科進士，三甲九十九名，改翰林院庶吉士，散館授檢討。著有《春明草》、《橡林詩集》。